# Curt Richter
Pour les articles homonymes, voir Richter.
Curt Paul Richter, né le 20 février 1894 et mort le 21 décembre 1988, est un biologiste, psychobiologiste et généticien américain qui a apporté d'importantes contributions dans le domaine des rythmes circadiens. Richter a notamment identifié l'hypothalamus comme un « pacemaker biologique » impliqué dans le sommeil et l'éveil. Cette région suspectée par Richter a ensuite été identifiée comme le noyau suprachiasmatique,.

## Biographie
Richter est né le 20 février 1894 à Denver dans le Colorado, dans une famille d'immigrants allemands. Ses parents ont émigré aux États-Unis depuis la Saxe allemande. Son père était un ingénieur qui possédait une entreprise sidérurgique à Denver.
En 1912, il étudie l'ingénierie à la Technische Hochschule. Cependant, il démissionne après le début de la Première Guerre mondiale en 1914, passant à l'université Harvard où il étudie la biologie sous la tutelle de William Ernest Castle.
En raison de son manque d'expérience en biologie, Castle lui conseille d'abandonner les cours et de passer à la psychologie, ce qu'il fera en étudiant avec EB Holt et Robert Yerkes.
Il obtient son diplôme à Harvard en 1917, après un bref engagement dans l'Armée de terre des États-Unis, et après avoir étudié des cours de John Broadus Watson à l'université Johns-Hopkins,.
Au cours de sa carrière, il a rédigé plus de 250 articles de recherche. Il continue à travailler dans son laboratoire après sa retraite en 1960 et jusqu'à peu de temps avant son décès.

## Recherches
Richter a induit des « états de besoin » chez des animaux de laboratoire en les privant de substances essentielles à leur survie ou en manipulant leurs niveaux d'hormones, et a montré que ces états de besoin génèrent l'appétit et des comportements correspondant précisément au besoin de l'animal même si l'animal n'en avait jamais ressenti auparavant le besoin, démontrant ainsi la programmation génétique du comportement. Il a également déclenché d'autres comportements préprogrammés, tels que la construction de nids, en manipulant les niveaux d'hormones.
Dans un article publié en 1927 sur les rythmes internes qui influencent la consommation, l'alimentation, la locomotion et le comportement sexuel des animaux, Richter a introduit le concept d'horloge biologique.
Il a étudié l'impact du comportement appris sur la biologie humaine et a suggéré que la domestication du feu par les anciennes civilisations a entraîné des changements significatifs dans leurs habitudes, modifiant ainsi leur structure cérébrale et augmentant leur capacité d'apprentissage et de communication.
Richter a joué un rôle essentiel dans la compréhension des liens entre le comportement et la biochimie régissant des aspects variés de la vie, tels que le sommeil, le stress et l'apparition de maladies.
Richter a été élu à l'Académie nationale des sciences des États-Unis en 1948, à l'Académie américaine des arts et des sciences en 1956 et à la Société américaine de philosophie en 1959.

## Controverse éthique
Richter était connu pour ses expériences sur le désespoir induit chez les rats, dans lesquelles il plaçait les animaux dans des situations apparemment sans issue, comme des contenants d'eau profonde où ils ne pouvaient pas s'échapper. Ses études prétendaient examiner les comportements de résignation appris et les effets de l'espoir sur la motivation,.
Ces expériences ont été critiquées pour leur traitement inhumain des animaux de laboratoire. Les méthodes utilisées par Richter, qui comprenaient la privation de nourriture et d'eau, ainsi que l'immersion prolongée dans des situations stressantes, ont été jugées cruels par de nombreux défenseurs des droits des animaux et chercheurs en éthique.